# Rugby olympique de Grasse
Maillots
Le Rugby olympique de Grasse est un club français de rugby à XV situé à Grasse (Alpes-Maritimes). Il évolue actuellement en Fédérale 2.

## Histoire
Fondé en 1963 par Michel Bernard, un Biterrois arrivé à Grasse après un passage au Racing Rugby Club de Nice et qui est à l’origine du choix des couleurs du club, le Rugby olympique de Grasse est l’une des plus anciennes associations sportives de la ville. 
L’école de rugby du club est fondée en 1976 et a tout de suite constitué l’un des axes centraux de la politique sportive du club. Plusieurs joueurs issus de cette école de rugby ont évolué au plus haut niveau au nombre desquels Steffon et Delon Armitage (Top 14 et internationaux anglais), Léo Berdeu (Top 14), Quentin Dubreuil (Pro D2), Sven Bernat (Pro D2), Yann Tivoli (Pro D2), Julien Rasamoelina (Pro D2), Quentin Valentino (France -20).

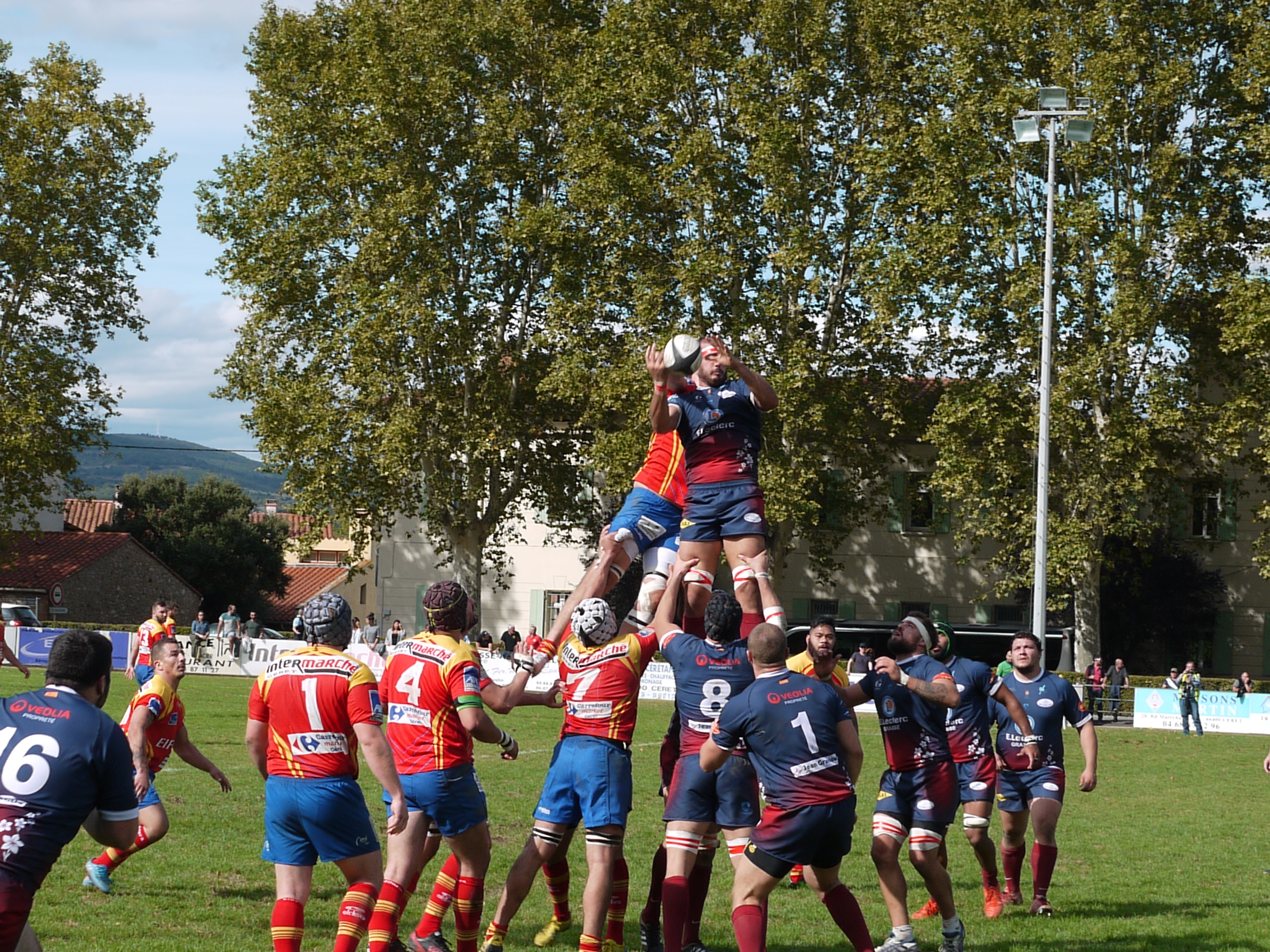
Contre le Céret sportif en 2017.

Après avoir évolué pendant de longues années entre les championnats de promotion d’honneur et de Fédérale 3, le club accède pour la première fois au championnat de Fédérale 2 lors de la saison 1999-2000, puis au championnat de Fédérale 1 lors de la saison 2003-2004. Cette montée historique au plus haut niveau amateur a été rendue possible par le travail des entraîneurs Alain Pastor et Bertrand Renaux, et l'apport d'anciens joueurs professionnels dont Éric Berdeu qui prendra par la suite la présidence du club pendant 19 ans de 2006 à 2025.

## Palmarès
- 2014-2015 : Quarts de finale de Fédérale 2; montée en Fédérale 1[2]

## Personnalités du club

### Joueurs emblématiques
- Adrien Vigne-Donati
- Sven Bernat Girlando
- Éric Berdeu
- Léo Berdeu
- Laurent Buchet
- Norman Jordaan
- Otar Eloshvili
- Christopher Brown
- Pier-Nicol Feldis
- Julien Chouquet
- Gerard Fraser
- Martin Purdy
- Andrew Ma'ilei
- Rémi Cardon

### Entraîneurs
- 1998-2000 :  Hervé Moni et  Rémi Cortaza
- 2000-2003 :  Alain Pastor et  Bertrand Renaux
- 2003-2005 :  Hervé Moni et  Bertrand Renaux
- 2005-2006 :  Hervé Moni et  Laurent David
- 2006-2007 :  Sami Mankaï et  Bertrand Renaux
- 2007-2010 :  Eric Melville et  Nicolas Bonnet
- 2014-2015 :  Gerard Fraser et  Justin Purll
- 2015-2016 :  Gerard Fraser et  Martin Purdy
- 2021-2023 :  Nicolas Bonnet et  Karim Dhabi
- 2023-2024 :  Arnaud Schneider,  Sylvain Pelletier et  Philippe Bouquet de Jolinière
- 2024-2025 :  Philippe Bouquet de Jolinière,  Sylvain Pelletier et  Éric Buscaja